# Сделано в Гонконге
«Сделано в Гонконге» (иер. трад. 香港製造, упр. 香港制造, кант.-рус.: Хын Гон джай Джо, англ. Made in Hong Kong) — гонконгская драма 1997 года режиссёра Фрут Чана. Главные роли в фильме исполнили Сэм Ли, Нейки Им и Вендерс Ли.
Картина получила пять номинаций на 17-й Гонконгской кинопремии, завоевав три награды. Также фильм был отмечен на престижных кинофестивалях («Золотая лошадь» и Golden Bauhinia Award) и был выбран в качестве заявки от Гонконга на премию «Оскар» в номинации «Лучший фильм на иностранном языке».

## Сюжет
Мун (Сэм Ли) состоит в банде, которая промышляет мелким хулиганством, рэкетом и грабежами. Он проводит все дни на улице в компании своего умственно отсталого друга Сильвестра (Вендерс Ли), которого оберегает от нападок окружающих. Однажды Сильвестр находит труп девушки, которая покончила с собой, оставив предсмертную записку. Он отдаёт эту записку Муну. Этот случай особенно повлиял на него, он начинает задумываться над собственной жизнью. Мун знакомится и влюбляется в 15-летнию Пинг (Нейки Им), которая болеет раком. Он пытается собрать нужную сумму на лечение, но у него ничего не получается. В результате у Муна происходит конфликт с бандитом Фат Чаном, который нанимает киллера, чтобы тот убил главного героя. После покушения Мун впадает в кому. После выздоравливания он узнаёт, что Пинг и Сильвестр мертвы. Потеряв надежду, Мун убивает Фат Чана, прежде чем покончить с собой у надгробия Пинг.

## В ролях
- Сэм Ли[англ.] — То Чунг-Чау / Мун
- Нейки Им — Лам Юк-Пин / Пинг
- Вендерс Ли — А-Лун / Сильвестр
- Эми Там Ка-Чуэн — Хуэй Бо Сан / Сьюзен
- Кэрол Лам Кит-Фонг — миссис Лам, мать Пина
- Дорис Чоу Ян-Ва — миссис То, мать Муна
- Сиу Чунг — мисс Ли, социальный работник
- Чан Та-Да — Фат Чан
- Ву Вай-Чунг — Кынг
- Санг Чан — «Старший брат» / Чен Сиу-Винг
- Келвин Чунг — врач
- А Тин — отец Муна
- Джессика — мачеха Муна
- А Вай — Убийца на скейтборде
- Хот-Чай — студент

## Награды и номинации
| Награды                               | Награды                      | Награды              | Награды   |
| Кинопремия                            | Категория                    | Лауреат / претендент | Результат |
| ------------------------------------- | ---------------------------- | -------------------- | --------- |
| 17-я Гонконгская кинопремия           | Лучший фильм                 | Сделано в Гонконге   | Победа    |
| 17-я Гонконгская кинопремия           | Лучшая режиссёрская работа   | Фрут Чан             | Победа    |
| 17-я Гонконгская кинопремия           | Лучший сценарий              | Фрут Чан             | Номинация |
| 17-я Гонконгская кинопремия           | Лучший новый актёр           | Сэм Ли               | Победа    |
| 17-я Гонконгская кинопремия           | Лучший монтаж                | Фрут Чан             | Номинация |
| 34-я Золотая лошадь                   | Лучший фильм                 | Сделано в Гонконге   | Номинация |
| 34-я Золотая лошадь                   | Лучший режиссёр              | Фрут Чан             | Победа    |
| 34-я Золотая лошадь                   | Лучший оригинальный сценарий | Фрут Чан             | Победа    |
| 34-я Золотая лошадь                   | Лучшая мужская роль          | Сэм Ли               | Номинация |
| 34-я Золотая лошадь                   | Лучший монтаж                | Фрут Чан             | Номинация |
| Golden Bauhinia Award                 | Лучший фильм                 | Сделано в Гонконге   | Победа    |
| Golden Bauhinia Award                 | Лучший режиссёр              | Фрут Чан             | Победа    |
| Премия общества кинокритиков Гонконга | Лучший режиссёр              | Фрут Чан             | Победа    |
| Премия общества кинокритиков Гонконга | Спецприз «Film of Merit»     | Сделано в Гонконге   | Победа    |